# Ivanka Čadež
Ivanka Čadež, slovenska pisateljica, * 15. april 1938, Podlanišče.
Umrla je leta 2023 v Idrijskem domu za ostarele.

## Življenje in delo
Osnovno šolo je obiskovala v rojstnem kraju, polno osemletko pa končala na dopisni šoli. Kolikor je mogla se je izpopolnjevala kot samouk, napravila še strojepisni tečaj, v letih 1989−1993 pa je obiskovala duhovno univerzo in svetopisemsko šolo v Ljubljani. Do 1961 je delala doma na kmetiji, potem pa še trideset let do upokojitve v tovarni Eta v Cerknem. Prejela je več nagrad, med njimi za knjigo Beračeve zgodbe tudi nagrado občine Idrija.
Pisati je začela v tovarniškem glasilu, ki mu je ostala zvesta ves čas službovanja, v glasilu Tego pa je leta 1979 dobila prvo nagrado za črtico Darilo. Bila je redna literarna sodelavka Kmečkega glasa, v katerem je izšlo nad dvajset njenih črtic; pogosto pa je objavljala tudi v revijah Zdravje, Otrok in družina, Fontana, Obzornik, Avra, Rodna gruda, Antena in Planinski vestnik. V tedniku Slovenske brazde je med marcem 1991 in aprilom 1992 sodelovala s črticami, ki so izhajale pod skupnim imenom Pesem srca; urednik Branko Gradišnik je njeno pisanje ocenil »Čadeževa ni profesionalna pisateljica, spada pa v krog ljudskih pripovednikov v najboljšem pomenu te besede«. Izdala je več knjig. Njena bibliografija trenutno obsega 19 zapisov.

## Izbrana bibliografija
- Beračeva zgodba (povest, 1984)
- Ajerjev Peter (roman, 1987)
- Kontrabant (COBISS)
- Čas metuljev (COBISS)
- Modrosti dobre stare mame (COBISS)
- Nacek gre po sonček  (COBISS)